# Otto Weidlich
Otto Richard Weidlich (* um 1854 in Schafstädt; † 2. April 1922 in Halle (Saale)) war ein deutscher Verwaltungsbeamter und Rittergutsbesitzer.

## Leben
Otto Weidlich studierte Rechtswissenschaften an der Universität Leipzig. 1874 wurde er Mitglied des Corps Saxonia Leipzig. Nach dem Studium trat er in den preußischen Staatsdienst ein. Von 1884 bis 1891 war er Landrat des Landkreises Merseburg. Anschließend lebte er als Rittergutsbesitzer bis zu seinem Tod 1922 in Querfurt.